# Astragalus ammodytes
Astragalus ammodytes är en ärtväxtart som beskrevs av Pall.. Astragalus ammodytes ingår i släktet vedlar, och familjen ärtväxter. Inga underarter finns listade i Catalogue of Life.